# فيصل بن عبد الله السديري
فيصل بن عبد الله بن مساعد بن أحمد السديري 
ولد في الرياض عام 1984م في مستشفى الملك فيصل التخصصي

## نشأت وتعليمه
درس الابتدائي والمتوسط والثانوي في مدارس الرياض وحصل على البكالوريوس من جامعة 6 أكتوبر في القاهرة ، تأثر بمجلس جده مساعد بن أحمد بن محمد السديري الذي كان يلتقي فيه بكبار الشعراء. بدات محاولاته في كتابة الشعر من الطفولة وكان له بعض المشاركات في المناسبات الخاصة.

## أعماله
كان أول تعاون له عام 2008 مع الفنان محمد الزيلعي من ألحان ناصر الصالح.
- غربة زمن - محمد الزيلعي
- أسمعك - راشد الماجد
- ويلاه - راشد الماجد
- هذا أنا - أحلام
- أبوك في الجنة - راشد الفارس
- إلى متى - أصالة
- بس دقيقة - أصالة
- الشباك - أسماء المنور
- الواقع - رابح صقر
- لا تمنن - رابح صقر
- الرصاص - رابح صقر
- لا حول - رابح صقر
- طلابتك واجد - رابح صقر
- إلى من يهمه الأمر - رابح صقر
- أحسن أبعد - راشد الفارس
- رقم كم - راشد الفارس
- شتاك - عبدالقادر الاحمد
- ما يجوز - اسماعيل المبارك
- اخطيت - أسماء المنور
- ذاك المدرج حسين الجسمي
- ناقصك شي - ماجد المهندس
- قسّم وسمّعني - نوال
- وكالة انباء - رابح صقر
- باللهجة الهلالية - محمد عبده
- لا أكثر - أميمة - طالب
- فرص فاتت - أميمة طالب
- ما كان بالساهل - اميمه طالب
- مرجيحه اميمه - أميمة طالب
- فراش الوهم - سلطان خليفة
- قدرت تنام - نوال